# Salomon Munk (loża wolnomularska)
Salomon Munk - dawna loża wolnomularska Niemców wyznania mojżeszowego, której siedziba mieściła się we Głogowie (Glogau).
Jej numer rzymski nie jest znany, zaś numer loży wynosił: 655.
Patronem loży był francuski językoznawca Salomon Munk, urodzony w rodzinie niemieckich Żydów z Głogowa.